# The Teahouse of the August Moon
The Teahouse of the August Moon (La casa de té de la luna de agosto) es una película estadounidense de 1956 del género de comedia, una sátira de la ocupación estadounidense de Japón después del término de la Segunda Guerra Mundial. 
El guion fue escrito por John Patrick a partir de su propia obra de Broadway de 1953, ganadora del Premio Pulitzer de drama y del Premio Tony. Esa obra de teatro era adaptación de la novela de Vern J. Sneider. La película contó con las actuaciones de Glenn Ford, Marlon Brando y Machiko Kyō.

## Sinopsis
El capitán Fisby (Glenn Ford) es enviado a "americanizar" el pueblo de Tobiki en la prefectura de Okinawa, Japón. Su superior, el coronel Wainwright Purdy III (Paul Ford), le asigna a un hombre de la localidad, Sakini (Marlon Brando), para que oficie  como su intérprete.
Fisby intenta poner en práctica los planes militares, exhortando a los nativos a construir una escuela en forma de pentágono, pero ellos desean construir una casa de té. Fisby se va asimilando a las costumbres y estilos locales con ayuda de Sakini y de Flor de Loto, una joven geisha (Machiko Kyō). 
Para reavivar la economía, hace que los habitantes de Okinawa fabriquen pequeños artículos que venderán como recuerdos, pero nadie se los compra. Fisby descubre, maravillado, que los habitantes producen una potente bebida alcohólica que, en tan sólo unos días, encuentra en los soldados del ejército norteamericano un mercado de consumo totalmente dispuesto. Con esos ingresos, logran construir de inmediato la casa de té.
Cuando Purdy envía al psiquiatra (el capitán McLean, interpretado por Eddie Albert) a revisar la salud mental de Fisby (le extraña sobremanera lo que le escucha decir al teléfono), el recién llegado queda seducido de inmediato: muestra un gran entusiasmo por la agricultura ecológica. Al no recibir noticias de ninguno de sus oficiales, Purdy visita el pueblo en persona, y descubre a Fisby en albornoz a manera de kimono improvisado y a McLean en una yukata; ambos están cantando en la fiesta de inauguración de la casa de té. A pesar del gran enojo de Purdy y en un giro inesperado del argumento, el pueblo es elegido por el Comandante Supremo de las Fuerzas Aliadas un caso exitoso de democratización.

## Producción
La representación del habitante de un pueblo japonés fue un gran reto para las técnicas de actuación de Marlon Brando. Pasó dos meses estudiando la cultura, el discurso y los gestos locales.
Inicialmente el papel del coronel Purdy iba a quedar en manos de Louis Calhern, pero falleció en Nara durante la filmación, y fue reemplazado por Paul Ford.

## Eventos posteriores
La película fue candidata a un Globo de Oro por ser una "película que promueve el diálogo internacional". En Broadway se presentó, durante dos semanas, el musical Lovely Ladies, Kind Gentlemen, que dejó de presentarse después de 19 presentaciones.
Desafortunadamente, la restauración reciente de la película ha hecho que se pierdan líneas memorables de los diálogos. Uno de los ejemplos más importantes: al descubrir que los habitantes del pueblo comparten su trabajo y sus ganancias de manera equitativa, el coronel Purdy queda convencido de que es un caso de comunismo. Al advertirle el capitán Fisby que se trata de una iniciativa de la Cooperativa de Granjeros de Iowa, Purdy exclama: "¡¿Iowa?! ¡Por Dios, eso es en la zona más tradicional del país!"